# Holland (canton)
Pour les articles homonymes, voir Holland.
Le canton Holland est Canton du Québec situé dans la municipalité régionale de comté de La Côte-de-Gaspé au la région administrative de la Gaspésie–Îles-de-la-Madeleine et créé le 11 janvier 1936 par proclamation publiée dans la Gazette officielle du Québec.   

## Toponymie
Ce canton a été nommé en l'honneur de Samuel Holland, cartographe et arpenteur originaire des Pays-Bas.